# Nando Barbieri

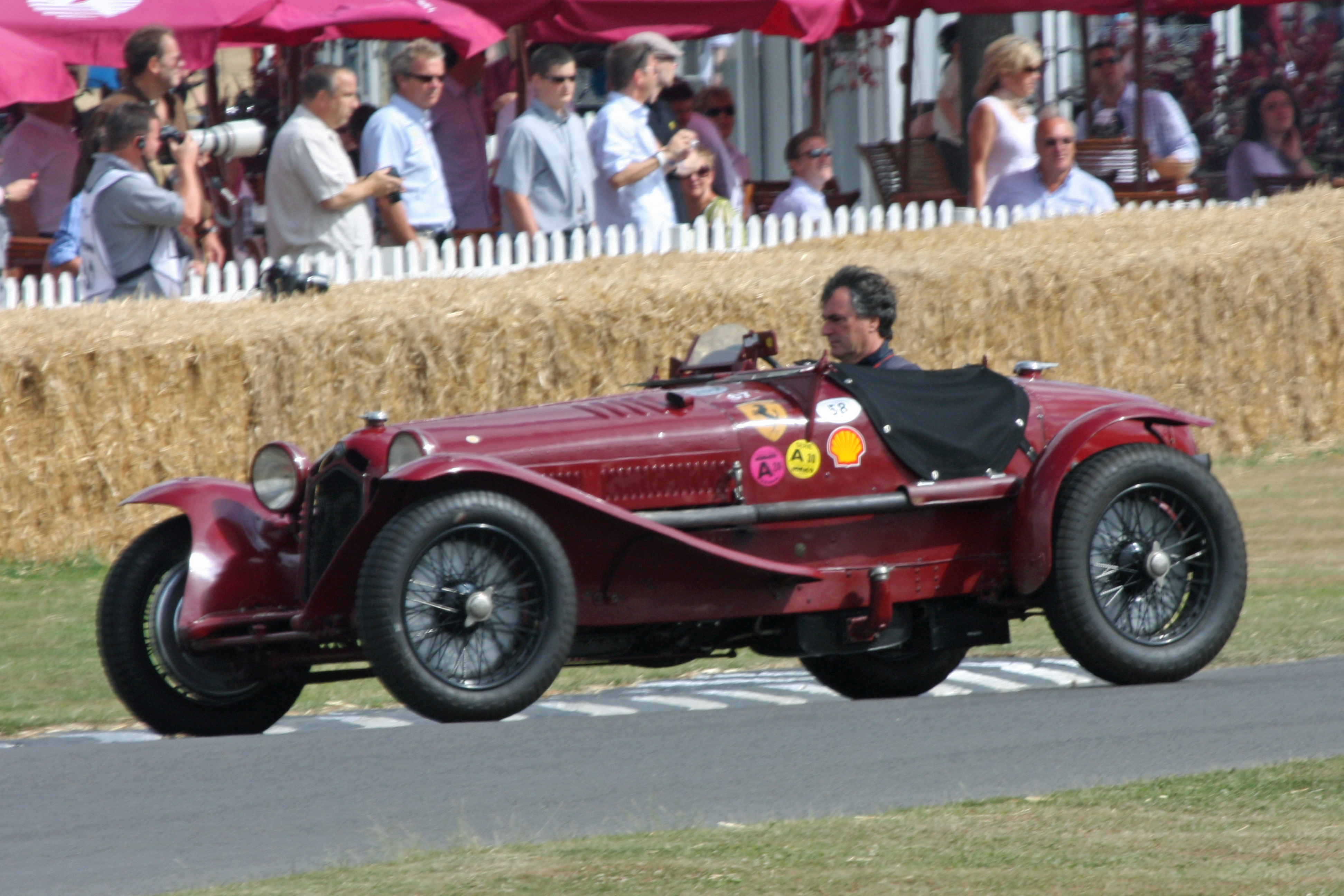
Alfa Romeo 8C 2600

Ferdinando „Nando“ Barbieri (* 29. August 1907 in Genua; † 8. Oktober 1997 ebenda) war ein italienischer Automobilrennfahrer.

## Karriere
Nado Barbieri war in den 1930er-Jahren in erster Linie als Sportwagenpilot aktiv. 1933 siegte er gemeinsam mit Gianfranco Comotti auf einem von der Scuderia Ferrari gemeldeten Alfa Romeo 8C 2600 bei der Coppa Principessa di Piemonte. 1934 gewann er auf Alfa Romeo 8C 2300 Monza das Bergrennen Parma–Poggio di Berceto. Die Targa Abruzzi 1934 beendete Barbieri gemeinsam mit Mario Tadini als Zweiter und bei der Mille Miglia 1937 wurde er zusammen mit Edoardo Teagno Achter der Gesamtwertung; seine beste Platzierung bei diesem italienischen Straßenrennen.
Nach dem Zweiten Weltkrieg war Barbieri noch einige Jahre aktiv und gewann 1947 ein Sportwagenrennen in Novara.
Auch im Grand-Prix-Sport war Barbieri aktiv; den Gran Premio di Tripoli 1933 beendete er als 13. der Endwertung.

## Statistik

### Vorkriegs-Grands-Prix-Ergebnisse
| Saison | Team         | Wagen                | 1 | 2   | 3 | 4 | 5 | 6 | 7 | Punkte | Position |
| ------ | ------------ | -------------------- | - | --- | - | - | - | - | - | ------ | -------- |
| 1935   | Franco Sardi | Alfa Romeo Tipo B/P3 |   |     |   |   |   |   |   | 55     | 32.      |
| 1935   | Franco Sardi | Alfa Romeo Tipo B/P3 |   | DNF |   |   |   |   |   | 55     | 32.      |

| Legende  | Legende                                                                   | Legende                                                                   | Legende   |
| Farbe    | Bedeutung                                                                 | Bedeutung                                                                 | EM-Punkte |
| -------- | ------------------------------------------------------------------------- | ------------------------------------------------------------------------- | --------- |
| Gold     | Sieg                                                                      | Sieg                                                                      | 1         |
| Silber   | 2. Platz                                                                  | 2. Platz                                                                  | 2         |
| Bronze   | 3. Platz                                                                  | 3. Platz                                                                  | 3         |
| Grün     | Klassifiziert, mehr als 75% der Renndistanz zurückgelegt                  | Klassifiziert, mehr als 75% der Renndistanz zurückgelegt                  | 4         |
| Blau     | nicht punkteberechtigt, zwischen 50% und 75% der Renndistanz zurückgelegt | nicht punkteberechtigt, zwischen 50% und 75% der Renndistanz zurückgelegt | 5         |
| Violett  | nicht punkteberechtigt, zwischen 25% und 50% der Renndistanz zurückgelegt | nicht punkteberechtigt, zwischen 25% und 50% der Renndistanz zurückgelegt | 6         |
| Rot      | nicht punkteberechtigt, weniger als 25% der Renndistanz zurückgelegt      | nicht punkteberechtigt, weniger als 25% der Renndistanz zurückgelegt      | 7         |
| Farbe    | Abkürzung                                                                 | Bedeutung                                                                 | EM-Punkte |
| Schwarz  | DSQ                                                                       | disqualifiziert (disqualified)                                            | 8         |
| Weiß     | DNS                                                                       | nicht gestartet (did not start)                                           | 8         |
| Weiß     | DNA                                                                       | nicht erschienen (did not arrive)                                         | 8         |
| sonstige | P/fett                                                                    | Pole-Position                                                             | 8         |
| sonstige | SR/kursiv                                                                 | Schnellste Rennrunde                                                      | 8         |
| sonstige | DNF                                                                       | Rennen nicht beendet (did not finish)                                     | 8         |